# Kaukasische zilverspar
De Kaukasische zilverspar (Abies nordmanniana), nordmannspar of krimspar is in 1838 door de Finse bioloog Alexander von Nordmann (1803-1866) in West-Europa geïntroduceerd en wordt meer en meer als kerstboom gebruikt, doordat de naalden minder snel uitvallen dan die van de fijnspar (Picea abies). De boom groeit langzaam: het duurt twee keer zo lang als bij de fijnspar voordat de boom 1,5–2 m hoog is. Denemarken is een belangrijke producent met een export van 5 miljoen bomen per jaar. De boom wordt in Europa ook veel aangeplant voor de productie van hout, dat wit van kleur is.
De Kaukasische zilverspar komt oorspronkelijk uit de omgeving van de Zwarte Zee (Turkije, Armenië, Azerbeidzjan, Georgië, Noord-Kaukasus). De naalden zijn zachter dan die van de fijnspar. De naalden staan rondom de twijg ingeplant en in tegenstelling tot de fijnspar komt bij alle zilversparren niet een deel van de bast als 'vlaggetje' mee als een naald wordt uitgetrokken. De naald is plat, 1,8-3,5 cm lang en 2 mm breed met stompe top. De dikte van de naald is ongeveer 0,5 mm. De bovenkant van de naald is glimmend donkergroen en op de onderkant zitten huidmondjes in twee blauw-witte lengtestrepen.
De boom kan 60 m hoog en 2 m in stamomtrek worden en is kegel- tot zuilvormig. In het UNESCO Werelderfgoedreservaat Westelijke Kaukasus in Rusland zijn zelfs exemplaren gesignaleerd met een hoogte van 85 m, waarmee het de hoogste boom is van Europa. De boom heeft op jonge leeftijd een gladde bast, die pas op zeer hoge leeftijd gegroefd is. Op de bast zitten harsblaasjes.
De takken staan in kransen rondom de stam. De zijtakken staan in twee rijen min of meer tegenover elkaar. De boom is eenhuizig en plant zich voort in april. De kegels staan boven op de takken, zijn 10–20 cm lang en 4–5 cm breed met 150 tot 200 schubben. In elke schub zit een tweevleugelig zaadje.
De Kaukasische zilverspar houdt van veel regenval. Hete zomers met periodes van lange droogte kunnen fataal zijn.

## Ondersoorten
Er worden twee ondersoorten onderscheiden, die makkelijk met elkaar kruisen:
- Abies nordmanniana subsp. nordmanniana komt voor in de Kaukasische bergen en Noordoost-Turkije en heeft gewoonlijk behaarde scheuten.
- Abies nordmanniana subsp. equi-trojani (synoniemen: Abies bornmuelleriana, Abies equi-trojani) komt voor in Noordwest-Turkije en heeft gewoonlijk gladde scheuten.

## Cultivars
Er zijn verschillende cultivars:
- Abies nordmanniana 'Aurea' met goudgeelachtige kleur
- Abies nordmannian 'Pendula' met hangende takken
- Abies nordmanniana 'Golden Spreader' met dwerggroei en goudgeelachtige kleur
- Abies nordmanniana 'Robusta' met spiraalsgewijze groei.

... · 
A. alba (Gewone zilverspar) · 
A. balsamea (Balsemzilverspar) · 
A. cephalonica (Griekse zilverspar) · 
A. cilicica (Syrische zilverspar) · 
A. concolor (Coloradozilverspar) · 
A. fraseri (Fraserspar) · 
A. grandis (Reuzenzilverspar) · 
A. holophylla (Mantsjoerijse zilverspar) · 
A. homolepis (Nikko-zilverspar) · 
A. koreana (Koreaanse zilverspar) · 
A. nephrolepis (Oost-Siberische zilverspar) · 
A. nordmanniana (Kaukasische zilverspar) · 
A. pinsapo (Spaanse zilverspar) · 
A. procera (Edelspar) · 
A. sachalinensis (Sachalin-zilverspar) · 
A. sibirica (Siberische zilverspar) · 
A. veitchii (Japanse zilverspar) · 
...